# محطة ألزنتس
محطة ألزنتس (بالألمانية: Bahnhof Alsenz) هي محطة القطارات الرئيسية في مدينة ألزنتس، الواقعة في ولاية راينلند بالاتينات، ألمانيا. تُصنَّف المحطة من قبل شركة دويتشه بان كمحطة من الفئة السادسة، وتضم رصيفين فقط لخدمة المسافرين المحليين.

## الموقع والبنية
تقع المحطة على شارع Bahnhofstraße 1، وتخدم حركة القطارات على خط ألزنتس (Alsenztalbahn)، الذي يربط بين مدن باد كرويتسناخ وكايزرسلاوترن مرورًا بالوادي الذي يحمل الاسم نفسه. توفر المحطة مرافق بسيطة للمسافرين، وتشمل:
- مبنى انتظار
- لوحات معلومات إلكترونية
- تذاكر آلية

## التشغيل
تُشغَّل المحطة من قِبل دويتشه بان، وتُستخدم بشكل أساسي في خدمات النقل الإقليمي، مع توقف قطارات محلية تربط ألزنتس بالمراكز الحضرية المجاورة.

## الأهمية
رغم صغر حجمها، تُعد محطة ألزنتس مركز نقل محلي مهم لسكان المدينة والقرى المجاورة، خاصة في سياق الوصول إلى المراكز التعليمية والطبية في المدن الكبرى مثل كايزرسلاوترن.

## وصلات خارجية
- محطة ألزنتس على موقع دويتشه بان الرسمي
- الموقع الإقليمي للنقل في راينلند-بالاتينات